# Daniel Fasanella
Daniel Fasanella, także Daniel z Belvedere, Daniel z Kalabrii i towarzysze, męczennicy z Ceuty (ur. w XII wieku w Belvedere Marittimo, zm. 10 października 1227 w Ceucie) – włoski kapłan franciszkanin (OFM), męczennik chrześcijański, święty Kościoła katolickiego.

## Życiorys
Daniel Fasanella przyszedł na świat w 2 poł. XII w. w Belvedere Marittimo w Kalabrii. Był najpierw kapłanem diecezjalnym. Następnie wstąpił do Zakonu Braci Mniejszych, jeszcze za życia jego założyciela św. Franciszka z Asyżu. Habit przywdział z rąk Biedaczyny w Agropoli w 1219. Był założycielem klasztorów w Santa Maria del Soccorso (Rogliano) i Gerace Superiore. W 1226 został wybrany na urząd prowincjała. Zorganizował wyprawę misyjną do Maroka, w której sam wziął udział. Razem z nim wyruszyło sześciu franciszkanów: Mikołaj Abenante i Leon Somma z Corigliano Calabro, Hugolin z Cerisano, Anioł Tancredi, Samuel Iannitelli i Donnulo Rinaldi z Castrovillari.
Zakonnicy wyruszyli statkiem z Belvedere do Livorno. Z Livorno udali się do Florencji, gdzie w grudniu 1226 spotkali się z generałem zakonu br. Eliaszem Bonbarone. Na wiosnę 1227 przez Barcelonę i Tarragonę dostali się do Ceuty. Daniel, Anioł i Leon na ląd zeszli 26 września 1227. Pozostałych czterech misjonarzy dołączyło do nich 4 października. W mieście obowiązywał zakaz wstępu chrześcijanom, dlatego zakonnicy weszli do niego, ukrywając swoją tożsamość, w niedzielę 5 października. Otwarcie zaczęli głosić wiarę chrześcijańską. Zostali najpierw wzięci za osoby chore psychicznie. Następnie uwięziono ich i zmuszono przed trybunałem muzułmańskim do wyrzeczenia się wiary w Chrystusa. Gdy odmówili, rozebrano ich, związano i ścięto 13 października 1227. Ciała męczenników pocięto na części i wleczono ulicami miasta. Po opadnięciu wrzawy ciała pochowali na przedmieściach Ceuty kupcy chrześcijańscy z Genui, Pizy i Marsylii. Różne miasta Hiszpanii, Portugalii i Włoch przyznają się do posiadania relikwii męczenników z Ceuty.
Kanonizacji Daniela Fasanellego i towarzyszy dokonał 22 lutego 1516 papież Leon X.
Św. Daniel Fasanella jest patronem rodzinnego miasta Belvedere Marittimo oraz Ceuty, gdzie lokalni katolicy uroczyście celebrują wspomnienie męczennika.
Święty czczony jest też w Buenos Aires (Kościół św. Daniela) oraz w Gonnoscodina na Sardynii.
Jego wspomnienie liturgiczne obchodzone jest w pamiątkę śmierci (10 października).